# Mateusz Marzec
Mateusz Marzec (ur. 13 sierpnia 1994 w Ozimku) – polski piłkarz, występujący na pozycji pomocnika w ekstraklasowym klubie GKS Katowice.

## Kariera klubowa
W wieku 16 lat zadebiutował w zespole Małapanew Ozimek, który w 2014 roku awansował do IV ligi.
W 2018 roku podpisał kontrakt z Olimpią Grudziądz, występującej w polskiej III lidze.
Na drugą połowę sezonu 2019/20 podpisał kontrakt z zespołem polskiej II ligi, Podbeskidziem Bielsko-Biała, pomagając im w awansie do najwyższej klasy rozgrywkowej w ciągu jednego sezonu.
29 lipca 2021 roku powrócił do Odry Opole, podpisując dwuletni kontrakt.
4 stycznia 2023 roku Marzec przeszedł do innego I ligowego klubu GKS Katowice, z którym związał się dwuipółletnią umową.

## Wyróżnienia
Małapanew Ozimek
- IV liga opolska: 1. miejsce w sezonie 2013/14[3]